# Route nationale 29 (Estonie)
Pour les articles homonymes, voir Route nationale 29.
La route nationale 29 (Tugimaantee 29) est une route nationale estonienne reliant Orgita à Koluvere. Elle mesure 25,1 km.

## Tracé
- Comté de Rapla
  - Orgita
  - Märjamaa
  - Rangu
  - Sipa
  - Loodna
  - Laukna
- Comté de Lääne
  - Koluvere